# Kjellerup Vandtårn
Kjellerup Vandtårn er et ottekantet vandtårn i Kjellerup. På tårnet ses fire lysende K'er, der står for "Kom Kun Kjellerup Kan", og tårnet fungerer med de fire K'er som et vartegn for byen. Neonlysene blev første gang tændt fredag den 18. december 1959.
Vandtårnet er et af de få danske tårne, der ikke er med i bogen Vandtårne i Danmark.